# Phare de Söderskär
Le phare de Söderskär (en finnois : Söderskärin majakka) est un ancien phare situé sur l'île de Mattlandet d'un archipel du golfe de Finlande, au large de la municipalité de Porvoo, en région d'Uusimaa (Finlande).

## Histoire
Ce phare historique  est localisé sur une petite île dans le Golfe de la Finlande à environ 12 km au sud de Kalkstrand. Il a été construit en 1862 par l'architecte finlandais Ernst Bernhard Lohrmann. Au 18e siècle les russes avaient déjà installé des balises non éclairées et en 1825, un amer en pierre.
Le phare a été renforcé sur sa structure avec des rails et des filins d'acier. Il a été automatisé en 1957 et désactivé en 1969. Les bâtiments annexes qui appartenaient  aux Propriétés du Sénat finlandais ont été remis au Metsähallitus (Direction des forêts). Le phare et ses dépendances ont servi à l'Institut de recherche sur le gibier et la pêche jusqu'en 2007. Il sert désormais à des fins touristiques.
L'île fait partie de l'aire de conservation de la nature de Söderskär protégée par la Convention de Ramsar et le Réseau Natura 2000. Elle n'est accessible seulement que par bateau. Les logements sont disponibles durant la période d'été et le phare peut se visiter à cette période.

## Description
Le phare  est une tour octogonale en maçonnerie brun clair à claire-voie de 25 mètres de haut, avec une  galerie-terrasse et une lanterne noire. Les deux maisons de gardiens, en bois, sont toujours existantes.
Identifiant : ARLHS : FIN-057 .
|          |
| Le phare |

|            |
| La station |

|                     |
| Lentille de Fresnel |

### Lien connexe
- Liste des phares de Finlande